# ديفيد بيرنت (سياسي أمريكي)
ديفيد بيرنت هو محامي وقاضي وسياسي أمريكي، ولد في 1942. نشط حزبياً في الحزب الديمقراطي. وقد انتخب عضو مجلس ولاية أركنساس ‏.